# Klaus Baum
Klaus Baum (* 31. März 1957 in Mönchengladbach) ist ein deutscher Sportwissenschaftler, Physiologe und Hochschullehrer.

## Leben
Nach dem Abitur, welches er 1976 in seiner Geburtsstadt Mönchengladbach bestand, studierte Baum von 1978 bis 1983 an der Deutschen Sporthochschule Köln (DSHS) sowie zusätzlich zwischen 1979 und 1984 Biologie an der Universität zu Köln. Ab 1984 hatte Baum am Physiologischen Institut der DSHS eine Anstellung als wissenschaftlicher Assistent, 1987 schloss er seine Doktorarbeit zum Thema „Der Einfluss interstitieller Volumenänderungen auf K+-induzierte [K-induzierte] Herz-Kreislaufantriebe aus der Skelettmuskulatur“ und wurde 1988 Hochschulassistent. 1993 wurde seine Habilitation in Physiologie angenommen, Baum war in der Folge als Hochschullehrer und ab 1998 als Professor an der Sporthochschule tätig.
An der Trainerakademie Köln lehrt er in den Sportarten Volleyball, Eishockey, Leichtathletik, Judo, Skisport und Handball. Darüber hinaus ist er Betreiber des „Trainingsinstituts Prof. Dr. Baum“ in Köln.
Von 2004 bis 2011 war Baum als Leistungsdiagnostiker und Fitnesstrainer der deutschen sowie von 2012 bis 2017 als Athletiktrainer der polnischen Handballnationalmannschaft im Amt.
Baums Schwerpunkte in der Forschungsarbeit liegen in den Bereichen Ursachen und Prävention von Rückenschmerzen, spezifische Leistungsdiagnostiken in Sportspielen und Rückschlagspielen, Trainingsoptimierung in Sportspielen, Krafttraining und Blutdruckverhalten, Herz-Kreislauf-Anpassungen an körperliche Belastungen sowie Trainierbarkeit im Seniorenalter.